# Баймакское дело
Байма́кское де́ло (баш. Баймаҡ эше) — уголовный процесс, начатый против участников протестов в Башкортостане. Является самым крупным политическим процессом в истории современной России.

## Процесс

### Предыстория
В январе 2024 года произошли протесты в Башкортостане, вызванные приговором по уголовному делу против Фаиля Алсынова. Протесты стали самыми крупными с момента вторжения России в Украину, по разным оценкам, в них приняло участие от 5 до 10 тысяч человек.

### Уголовное дело
Против участников протестов уголовные дела были возбуждены 17 и 20 января.
Первое уголовное дело, возбуждённое 17 января старшим следователем первого отдела СК Ильдаром Ишбулатовым, было возбуждёно по статьям о массовых беспорядках и насилии в отношении силовика, когда Фаиль Алсынов всё ещё находился в здании суда. В постановлении о возбуждении уголовного дела сказано, что протестующие нанесли «множество ударов руками и ногами по голове и по телу» начальнику УМВД Стерлитамаку Рустаму Асанову.
Во втором уголовном деле, возбуждённым 20 января, сказано, что участники протестов якобы напали на командира ППС ОМВД Осипова и сотрудника Арусланова. Помимо этих сотрудников, травмы якобы получили также «не менее шести» силовиков, в которых бросали «крупные куски замёрзшего снега». В этот же день, 20 января, эти уголовные дела объединили в одно.
Расследованием уголовного дела занимаются 33 следователя из Башкортостана, Алтайского края, Нижнего Новгорода и Москвы. Возглавляет полковник юстиции Игорь Хованский.

### Организаторы
По мнению СК, организаторами протестов в Башкортостане являются Руслан Габбасов и другие «иные неустановленные лица», хотя сам Габбасов заявлял, что к организации протестов не причастен.

## Преследование
На июнь 2024 года было известно о 82 человек против которых были возбуждены уголовные дела, среди которых 79 мужчин и 3 женщины. Все они обвинялись по статье о массовых беспорядках, некоторым также вменялось применение насилия в отношении представителя власти. В СИЗО на июнь 2024 года находился 71 человек, пятеро в розыске, один под домашним арестом, двое были мертвы, а местонахождение троих было неизвестно. Также, по состоянию на июнь 2024 года, задержания протестующих продолжались, а реальное число дел было около ста.

### Погибшие
Известно[когда?] о двух погибших. Рифат Даутов, не принимавший участия в протестах, был задержан в Уфе силовиками и впоследствии погиб. Минияр Байгускаров, против которого силовики применяли давление, покончил жизнь самоубийством.

### Приговоры
Первый приговор по делу был вынесен Орским Ленинским районным судом 16 июля 2024 года и оглашён спустя два дня. Обвиняемый Ильша́т Ульяба́ев, 50-летний фермер-коневод из Хайбуллинского района Башкортостана, был признан виновным по статьям в применении насилия в отношении представителя власти, об участии в массовых беспорядках и приговорён к пяти годам колонии общего режима (обвинение запрашивало 10 лет). У арестованного на воле остались 8 детей и супруга, страдающая онкологическим заболеванием.